# Dekanat Sępopol
Dekanat Sępopol – jeden z dawnych 33 dekanatów (do 2022) w rzymskokatolickiej archidiecezji warmińskiej.

## Parafie
W skład dekanatu wchodziło 6 parafii:
- parafia Świętych Apostołów Piotra i Pawła – Lipica
- parafia Matki Bożej Szkaplerznej – Lwowiec
- parafia Najświętszej Maryi Panny Zwycięskiej – Łabędnik
- parafia Chrystusa Króla – Sątoczno
- parafia św. Michała Archanioła – Sępopol
- parafia św. Anny – Sokolica

## Sąsiednie dekanaty
Bartoszyce, Kętrzyn II – Północny Wschód, Reszel